# Эрленбах-бай-Марктхайденфельд
Эрленбах-бай-Марктхайденфельд (нем. Erlenbach bei Marktheidenfeld) — община в Германии, в земле Бавария.
Подчиняется административному округу Нижняя Франкония. Входит в состав района Майн-Шпессарт. Подчиняется управлению Марктхайденфельд. Население составляет 2426 человек (на 31 декабря 2010 года). Занимает площадь 15,33 км².
Община подразделяется на 2 сельских округа.

## Население
По оценке на 31 декабря 2015 года население общины Эрленбах-бай-Марктхайденфельд составляет 2364 чел. 

| Дата      | 1840 | 1871 | 1900 | 1925 | 1939 | 1950 | 1961 | 1970 | 1987 | 2011 |
| --------- | ---- | ---- | ---- | ---- | ---- | ---- | ---- | ---- | ---- | ---- |
| Население | 1285 | 1289 | 1276 | 1403 | 1373 | 1756 | 1708 | 1875 | 2074 | 2434 |

| Год       | 1960 | 1970 | 1980 | 1990 | 2000 | 2009 | 2010 | 2011 | 2012 | 2013 | 2014 | 2015 |
| --------- | ---- | ---- | ---- | ---- | ---- | ---- | ---- | ---- | ---- | ---- | ---- | ---- |
| Население | 1667 | 1883 | 1928 | 2139 | 2358 | 2428 | 2426 | 2453 | 2418 | 2424 | 2376 | 2364 |